# Hamza Ben Driss Ottmani
Hamza Ben Driss Ottmani (Essaouira, 10 mai 1940 – Rabat, 30 mai 2012) a fost un economist și scriitor marocan.

## Biografie
Hamza a studiat ingineria aerospațială la École nationale de l'aviation civile și a fost absolvent de economist la ENSAE ParisTech.
Este cunoscut ca scriitor. Munca sa se concentrează asupra orașului natal, Essaouira.
Prima sa carte, „Une cité sous les alizés” („un oraș sub alizee”), este un studiu istoric al Mogador-Essaouira de la preistorie până la al Doilea Război Mondial. Apoi s-a orientat către ficțiune, dar și-a păstrat o bază istorică puternică.
În „Si Mogador m’était contée” („Dacă Mogador ar putea vorbi”), bătrâna naratoare, Lalla Aïcha, reînvie douăzeci de povești din trecutul ignorat al orașului. „Le Soldat qui venait de Mogador” („Soldatul venit de la Mogador”) spune povestea călătoriei la Mecca a lui Si Taieb El Ech Chiadmi Maskali, în 1912.
„Le Fils du Soleil” („Fiul Soarelui”) este un roman istoric care spune povestea uimitoare a lui Mustapha Zemmouri, mai cunoscut sub numele de Estevanico, care era un marocan din regiunea Azemmour, a fost răpit de un spaniol ca un sclav și adus în America unde a devenit unul dintre primii descoperitori ai Arizona și New Mexico.